# Valentina Prevolnik Rupel
Valentina Prevolnik Rupel (ur. 1971 w Lublanie) – słoweńska ekonomistka i badaczka, od 2023 minister zdrowia.

## Życiorys
Z wykształcenia ekonomistka. Doktoryzowała się w tej dziedzinie w 2008 na Uniwersytecie Lublańskim na podstawie pracy poświęconej alokacji zasobów w opiece zdrowotnej. Zawodowo związana z instytutem badań ekonomicznych IER w Lublanie, objęła funkcję przewodniczącej rady naukowej tej instytucji. Została też nauczycielką akademicką w Mariborze. Była doradczynią ministra zdrowia oraz dyrektora generalnego słoweńskiego instytutu ubezpieczeń zdrowotnych (ZZZS). Dołączyła do rady strategicznej do spraw zdrowia przy premierze Robercie Golobie. W lipcu 2023 mianowana sekretarzem stanu w ministerstwie zdrowia.
W październiku 2023 objęła stanowisko ministra zdrowia w rządzie Roberta Goloba (z rekomendacji Ruchu Wolności).